# Nicola Capocci
Pour les articles homonymes, voir Capocci.
Nicola Capocci, dit le cardinal d'Urgel (né à Rome, alors capitale des États pontificaux et mort le 26 juillet 1368 à Montefiascone) est un cardinal italien du XIVe siècle. 
Il est le petit-neveu du pape Honorius IV.

## Biographie
Nicola Capocci est prévôt à Saint-Omer. Il est évêque d'Utrecht en 1341 et 1342. En 1348, il est nommé évêque d'Urgell et en 1350 chancelier du roi Jean le Bon.
Il est créé cardinal par le pape Clément VI lors du consistoire du 17 décembre 1350. 
Le cardinal Capocci entre à la cour d'Avignon et est archiprêtre de la basilique Saint-Libère. Il fond le Collegio della Sapienza Vecchia à Pérouse et est le fondateur de plusieurs monastères et d'autres collèges à Paris et d'un collège de 12 prêtres au chapitre de la basilique Saint-Libère.
Il participe au conclave de 1352, au cours duquel Innocent VI est élu pape, et à celui de 1362 (élection d'Urbain V).